# Epitonium bullatum
Epitonium bullatum is een slakkensoort uit de familie van de Epitoniidae. De wetenschappelijke naam van de soort is voor het eerst geldig gepubliceerd in 1844 door Sowerby II.